# Do the Aper!
Do the Aper! is een tributealbum dat is opgenomen door verschillende artiesten (o.a. Face Tomorrow, Heideroosjes en Peter Pan Speedrock) uit de Benelux. Het is op 4 april 2006 uitgegeven door Sonic Rendezvous om het 10-jarige bestaan van de Rotterdamse punkband The Apers te vieren. Het album bevat vijftien nummers, hiervan zijn er veertien van artiesten die nummers van The Apers coveren. De laatste track bevat een verborgen nummer ("Punkrock Girl") dat The Apers zelf hebben opgenomen.

## Nummers
1. Heideroosjes - "The Kids Are Out Tonight"
2. San Andreas - "Brand New Day"
3. I Against I - "Wine & Dine"
4. Skokotronic - "Bijna Zomer (Almost Summer)"
5. Face Tomorrow - "You Can't Change The World"
6. Beyond Lickin' - "Jodie"
7. The Freckles - "Bend Over Backwards"
8. Peter Pan Speedrock - "Too Many Backpacks At The Show"
9. Ramoneroonies - "What Are You Doing Tonite?"
10. Feverdream - "It's OK To Hate Me"
11. Travoltas - "All You Need To Know"
12. El Guapo Stuntteam - "Giving Up, Caving In"
13. The Accelerators - "Wanna Go"
14. El Pino and the Volunteers - "I Hate Guys With Girlfriends"
15. The Apers - "Punkrock Girl"